# Close Enough
 (avril 2023).
La mise en forme du texte ne suit pas les recommandations de Wikipédia : il faut le « wikifier ».
Les points d'amélioration suivants sont les cas les plus fréquents :
- Les titres sont pré-formatés par le logiciel. Ils ne sont ni en capitales, ni en gras.
- Le texte ne doit pas être écrit en capitales (les noms de famille non plus), ni en gras, ni en italique, ni en « petit »…
- Le gras n'est utilisé que pour surligner le titre de l'article dans l'introduction, une seule fois.
- L'italique est rarement utilisé : mots en langue étrangère, titres d'œuvres, noms de bateaux, etc.
- Les citations ne sont pas en italique mais en corps de texte normal. Elles sont entourées par des guillemets français : « et ».
- Les listes à puces sont à éviter, des paragraphes rédigés étant largement préférés. Les tableaux sont à réserver à la présentation de données structurées (résultats, etc.).
- Les appels de note de bas de page (petits chiffres en exposant, introduits par l'outil «  Source ») sont à placer entre la fin de phrase et le point final[comme ça].
- Les liens internes (vers d'autres articles de Wikipédia) sont à choisir avec parcimonie. Créez des liens vers des articles approfondissant le sujet. Les termes génériques sans rapport avec le sujet sont à éviter, ainsi que les répétitions de liens vers un même terme.
- Les liens externes sont à placer uniquement dans une section « Liens externes », à la fin de l'article. Ces liens sont à choisir avec parcimonie suivant les règles définies. Si un lien sert de source à l'article, son insertion dans le texte est à faire par les notes de bas de page.
- La présentation des références doit suivre les conventions bibliographiques. Il est recommandé d'utiliser les modèles {{Ouvrage}}, {{Chapitre}}, {{Article}}, {{Lien web}} et/ou {{Bibliographie}}. Le mode d'édition visuel peut mettre en forme automatiquement les références.
- Insérer une infobox (cadre d'informations à droite) n'est pas obligatoire pour parachever la mise en page.

Pour une aide détaillée, merci de consulter Aide:Wikification.
Si vous pensez que ces points ont été résolus, vous pouvez retirer ce bandeau et améliorer la mise en forme d'un autre article.
Close Enough ou De Proches en Proches au Québec, est une série d'animation pour adultes américaine créée par J. G. Quintel sortie le 9 juillet 2020 sur HBO Max.
En juillet 2022, HBO Max a annulé la série après 3 saisons. La série a été retirée de HBO Max un mois après.
En France, la série est diffusée dans Adult Swim sur Toonami simultanément avec la diffusion originale. La série est disponible sur Netflix depuis le 14 septembre 2020 et la saison 2 est ajoutée le 24 février 2022,.

## Synopsis
Josh et Emily, un couple qui a la trentaine, vivent avec leur fille Candice et en colocation avec Alex et Bridgette, un couple séparé. Dans leur vie normale, les choses tournent souvent à la science-fiction.

## Personnages
- Joshua "Josh" Singleton : il aspire à être développeur de jeux vidéo pour Plugger-Inners; une société d'assistance informatique basée sur Geek Squad. Son apparence et ses mimiques sont basées sur celles de Quintel.
- Emily Ramirez : c'est la femme de Josh qui travaille pour FoodCorp. Emily et Bridgette jouent le la guitare et chantent en rêvant de devenir célèbres. Elle est basée sur la femme de Quintel's, Cassia.
- Candice Singleton-Ramirez : la fille de 6 ans de Josh et Emily, hyperactive et se bat pour le travail à l'école. Elle va à l'école élémentaire Chamomile.
- Alex Dorpenberger : meilleur ami de Josh et ex de Bridgette, il est professeur à l'université and a auteur de fantaisie viking.
- Bridgette Hashima : meilleure amie d'Emily et ex de Alex. Elle est influenceuse sur les réseaux sociaux et chanteuse de chansons avec Emily. Son second prénom est ">Zéro stress" dans un épisode de la première saison, il a été révélé qu'elle l'a autorisé lorsqu'elle était sous influence de drogues.
- Pearle Watson : une ancienne policière du LAPD et propriétaire de la maison que louent Josh, Emily, Alex et Bridgette.
- Randall "Randy" Watson : fils adoptif de Pearle. Il a été adopté après que ses parents biologiques, Wyatt et Deborah Trickle, ont été arrêtés pour voler de l'essence dans des voitures.

## Fiche technique
- Titre original : Close Enough
- Réalisation : J. G. Quintel, Sean Szeles, Matt Price, Calvin Wong
- Direction artistique : Edison Yan et Kory Heinzen
- Montage : Myra Lopez
- Musique : Mark Mothersbaugh, John Enroth, Albert Fox
- Production : Ryan Slater
  - Production exécutive : J. G. Quintel, Sean Szeles (saison 1), John Aboud, Michael Colton, Rob Sorcher (saisons 1–2), Brian A. Miller (saisons 1–2), Jennifer Pelphrey (saisons 1–2), Bill Oakley (saison 3), Sam Register (saison 3)
- Société de production : Cartoon Network Studios
- Pays d'origine :  États-Unis
- Langue originale : anglais
- Genre : sitcom, comédie
- Durée : 22 minutes

## Distribution

### Voix originales
- J.G. Quintel : Joshua "Josh" Singleton
- Gabrielle Walsh (en) : Emily Ramirez
- Jessica DiCicco : Candice Singleton-Ramirez
- Jason Mantzoukas : Alex Dorpenberger
- Kimiko Glenn : Bridgette Hashima
- Danielle Brooks : Pearle Watson
- James Adomian (en) : Randall "Randy" Watson

### Voix françaises
- David Manet : Joshua "Josh" Singleton
- Claire Tefnin : Emily Ramirez
- Emilie Guillaume : Candice Singleton-Ramirez
- Olivier Prémel : Alex Dorpenberger
- Ludivine Deworst : Bridgette Hashima
- Nathalie Hons : Pearle Watson
- Karim Barras : Randy Watson
- Laurent Vernin
- Maxime Anciaux
- Gauthier de Fauconval
- Bruno Borsu

Version française
- - Studio de doublage : Lylo
  - Direction artistique : Erwin Grunspan
  - Adaptation : Claire Steydli, Cécile Carpentier

## Épisodes
| Saison | Saison | Épisodes | États-Unis             | États-Unis      |
| Saison | Saison | Épisodes | Diffusion de la saison |                 |
| ------ | ------ | -------- | ---------------------- | --------------- |
|        | 1      | 8        | 9 juillet 2020         | 9 juillet 2020  |
|        | 2      | 8        | 25 février 2021        | 25 février 2021 |
|        | 3      | 8        | 7 avril 2022           | 7 avril 2022    |

### Saison 1
| № | Titre français                                  | Titre original                        | États-Unis Première diffusion |
| - | ----------------------------------------------- | ------------------------------------- | ----------------------------- |
| 1 | L'édredon familial / La maison parfaite         | Quilty Pleasures / The Perfect House  | 9 juillet 2020                |
| 2 | Quartier libre / Parents d'élèves               | Logan's Run'd / Room Parents          | 9 juillet 2020                |
| 3 | Papa skateur / Journée 100% zéro stress         | Skate Dad / 100% No Stress Day        | 9 juillet 2020                |
| 4 | Prank War / Cool Moms                           | Bataille de farces / Les mamans cools | 9 juillet 2020                |
| 5 | Robot particulier / Joueurs dorés               | Robot Tutor / Golden Gamer            | 9 juillet 2020                |
| 6 | Adieu les gars / Frappe des mains               | So Long Boys / Clap Like This         | 9 juillet 2020                |
| 7 | Premier rendez-vous / Sur les chapeaux de roues | First Date / Snailin' It              | 9 juillet 2020                |
| 8 | L'homme-chien                                   | The Canine Guy                        | 9 juillet 2020                |

### Saison 2
| № | Titre français                                                 | Titre original                                                      | États-Unis Première diffusion |
| - | -------------------------------------------------------------- | ------------------------------------------------------------------- | ----------------------------- |
| 1 | Un papa super balèze / Les Frackers                            | Josh Gets Shredded / Meet The Frackers                              | 25 février 2021               |
| 2 | Sauceface / L'hôte infernale                                   | Sauceface / Houseguest From Hell                                    | 25 février 2021               |
| 3 | Rééducation par l'action / Dans la matrice                     | Joint Break / Cyber Matrix                                          | 25 février 2021               |
| 4 | Le canapé hanté / Un homme, un vrai                            | Haunted Couch / Man Up                                              | 25 février 2021               |
| 5 | L'homme à tout faire / Un anniv à la dérive                    | Handy / Birthdaze                                                   | 25 février 2021               |
| 6 | Boisson papillon / Le meilleur instit du monde                 | Time Hooch / World's Greatest Teacher                               | 25 février 2021               |
| 7 | Où es-tu, Bridgette ? / La révélation érotique d'A.P. LaPearle | Where'd You Go, Bridgette? / The Erotic Awakening of A. P. LaPearle | 25 février 2021               |
| 8 | Vive les hommes ! / Le cheval secret                           | Men Rock! / Secret Horse                                            | 25 février 2021               |

### Saison 3
| № | Titre français                       | Titre original                               | États-Unis Première diffusion |
| - | ------------------------------------ | -------------------------------------------- | ----------------------------- |
| 1 | L'île aux bisons / Vengence à Venise | "Where the Buffalo Roam / Venice Vengeance   | 7 avril 2022                  |
| 2 | Candice se rebelle                   | Hellspital / Candice Candice Revolution      | 7 avril 2022                  |
| 3 | Job d'été                            | Randy Free Solos / Summer Job                | 7 avril 2022                  |
| 4 | Ne jamais rencontrer ses héros       | Bridgette the Brain / Never Meet Your Heroes | 7 avril 2022                  |
| 5 | Un robot bien trop beau              | Robots with Benefits / The Weird Kid         | 7 avril 2022                  |
| 6 | Pédale ou meurs                      | Legend of the Pier / Bike & Survive          | 7 avril 2022                  |
| 7 | Spécial Halloween                    | Halloween Enough                             | 7 avril 2022                  |
| 8 | L'amour au Valhalla                  | The Perfect Couple / Match Made in Valhalla  | 7 avril 2022                  |

## Diffusion
La série a été prévue pour être diffusée sur TBS en mai 2017, quatre mois par la fin de la diffusion de Regular Show, la précédente série de J. G. Quintel. La série a été annulée à la suite de conduites sexuelles de Louis C. K.. Le 29 octobre 2019, il a été annoncé que la série serait diffusée sur HBO Max. La série a été présentée au Festival International du film d'animation d'Annecy le 15 juin 2020.
La série est sortie sur HBO Max le 9 juillet 2020. La série est disponible mondialement sur Netflix depuis le 14 septembre 2020.
La saison 2 est annoncée le 6 août 2020 et sortie le 25 février 2021.
La série est diffusée sur TBS depuis le 25 octobre 2021.
La saison 3 est sortie le 7 avril 2022. La série a été annulée après 3 saisons.
En France, la série est diffusée dans Adult Swim sur Toonami simultanément avec la diffusion originale. La série est disponible sur Netflix depuis le 14 septembre 2020 et la saison 2 est ajoutée le 24 février 2022,.

## Réception
Le site de critique Rotten Tomatoes a rapporté un taux d'approbation de 100% sur la base de 19 critiques, avec une note moyenne de 8/10, pour la première saison. Le consensus critique du site est le suivant : "Complètement absurde et pourtant tout à fait racontable, Close Enough capture l'étrange expérience qu'est l'âge adulte".